# Memory Mucherahowa
Memory Mucherahowa (19 giugno 1968) è un ex calciatore zimbabwese, di ruolo centrocampista.